# Pseudomurex
Pseudomurex là một chi ốc biển, là động vật thân mềm chân bụng sống ở biển thuộc họ Muricidae, họ ốc gai.
Chi này đã trở thành đồng nghĩa của Coralliophila H. Adams & A. Adams, 1853

## Các loài
Các loài thuộc chi Pseudomurex bao gồm:
- Pseudomurex spadae Libassi, 1859[2]